# Ramon Arturo Rincón Quiñones
Ramon Arturo Rincón Quiñones (Chiquinquirá, 24 de abril de 1922-Bogotá, 9 de septiembre de 1975) fue un militar colombiano.
Fue General del Ejército Nacional de Colombia, asesinado por el Ejército de Liberación Nacional (ELN).

## Biografía
Nacido en una familia de 12 hermanos. Terminó su bachillerato en la Escuela Militar de Cadetes y en 1945 ascendió a subteniente. Enfrentó a los insurgentes durante la Violencia, y fue ascendido a capitán por acción de guerra al ser herido cuando comandaba un puesto militar en Tame (Arauca). Con grado de teniente coronel obtuvo la Orden de Boyacá al combatir y abatir a un bandolero de la época. Fue Comandante de la Sexta Brigada en Ibagué (Tolima) donde dirigió las Operaciones de El Pato (Huila), entre 1965 y 1966. En 1970 ascendió a Brigadier General, en 1972 encontró una "cárcel del pueblo" donde estaba secuestrado un hacendado en Aguachica (Cesar), y dirigió la Operación Anorí contra el ELN. Comandó la Quinta Brigada del Ejército Nacional en Bucaramanga. En 1974 fue ascendido a mayor general.

## Asesinato
El 8 de septiembre de 1975, el ELN asesinó al general que se desempeñaba como Inspector del Ejército, en la calle 72 con carrera 41 en Bogotá, cuando el alto oficial se dirigía a su oficina en el Ministerio de Defensa. Cuatro personas fueron condenadas en 1976 a 100 años de prisión como responsables del asesinato del general Rincón. El consejo de guerra fue presidido por el entonces coronel Manuel Jaime Guerrero Paz, quien después, ya en el grado de general, también fue víctima de un atentado.

## Homenajes
Fue ascendido a General de tres soles como homenaje póstumo. La Caballería del Ejército Nacional tomó su nombre en octubre de 1975.
El Grupo de Caballería Mecanizado n°.12 General Ramón Arturo Rincón Quiñones de la Décima Segunda Brigada lleva su nombre.
En 2003 se produjo una estampilla en su honor. En Chiquinquirá un auditorio lleva su nombre.